# 7e régiment de commandement et de soutien
Le 7e régiment de commandement et de soutien est une unité de commandement française.

## Les chefs du7eRCS
- Colonel Sellier
- Colonel Pflug
- Lt Colonel Leger
- colonel Volay
- colonel de L'estrade
- Colonel Le Guen
- Colonel Grange
- Colonel de Thoury

## Historique des garnisons, combats et batailles

### Guerres de la Révolution et de l'Empire
- Campagne de Russie

### Second Empire
- Guerre de Crimée

### Première Guerre mondiale

#### 1915
- Bataille de Krivolak (en)

## Drapeau
Il porte, cousues en lettres d'or dans ses plis, les inscriptions suivantes :
- RUSSIE 1812
- Krivolak 1915 (en)